# Seis días de Filadelfia
Los Seis días de Filadelfia fue una carrera de ciclismo en pista, de la modalidad de seis días, que se corrió en Filadelfia (Estados Unidos). Su primera edición data de 1902 y tuvieron que pasar treinta años antes de celebrarse de nuevo. El último año que se disputó fue en 1937.

## Palmarés
| Año       | Ganadores                             | Segundos                     | Terceros                         |
| --------- | ------------------------------------- | ---------------------------- | -------------------------------- |
| 1902      | Howard Freeman Otto Maya              | Jack McCarton Ben Munroe     | George Leander John Rutz         |
| 1903-1931 | ediciones no realizadas               |                              |                                  |
| 1932 (1)  | Marcel Guimbretière Alfred Letourneur | George Dempsey William Peden | Willie Grimm Norman Hill         |
| 1932 (2)  | Willie Grimm Edoardo Severgnini       | Harry Horan Fred Spencer     | Gérard Debaets Alfred Letourneur |
| 1933      | edición no realizada                  |                              |                                  |
| 1934      | Gérard Debaets Alfred Letourneur      | George Dempsey Bobby Thomas  | Robert Walthour Jr Fred Spencer  |
| 1935-1936 | ediciones no realizadas               |                              |                                  |
| 1937      | Jules Audy Henri Lepage               | Harold Nauwens Henry O'Brien | Tommy Flynn Fred Spencer         |